# Takeo Harada
Takeo Harada (原田 武男, Harada Takeo) est un footballeur japonais né le 2 octobre 1971.